# Melanozosteria lepida
Melanozosteria lepida es una especie de cucaracha terrestre del género Melanozosteria, tribu Polyzosteriini, subfamilia Polyzosteriinae. Fue descrita científicamente por Walker en 1871.

## Distribución
Se distribuye por Oceanía: Australia.